# Карливанс, Янис
Янис Карливанс (латыш. Jānis Karlivāns; род. 2 июня 1982, Цесис) — латвийский легкоатлет, специалист по многоборьям. Выступал за сборную Латвии по лёгкой атлетике в 2000-х годах, рекордсмен страны в десятиборье, участник двух летних Олимпийских игр.

## Биография
Янис Карливанс родился 2 июня 1982 года в городе Цесис Латвийской ССР.
Занимался лёгкой атлетикой в городе Валмиера, проходил подготовку в одном из местных спортивных клубов.
Впервые заявил о себе на международном уровне в сезоне 2003 года, когда вошёл в состав латвийской национальной сборной и выступил в прыжках в длину на молодёжном европейском первенстве в Быдгоще — с результатом в 7,46 метра не смог преодолеть предварительный квалификационный этап.
Благодаря череде удачных выступлений удостоился права защищать честь страны на летних Олимпийских играх 2004 года в Афинах — набрал в сумме всех дисциплин десятиборья 7583 очка, расположившись в итоговом протоколе соревнований на 25-й строке.
После афинской Олимпиады Карливанс остался в составе легкоатлетической команды Латвии и продолжил принимать участие в крупнейших международных стартах. Так, в 2007 году на чемпионате Европы в помещении в Бирмингеме он закрыл десятку сильнейших в семиборье, тогда как на международном турнире Hypo-Meeting в Австрии стал шестым и установил национальный рекорд Латвии в десятиборье — 8271 очко. Планировалось также его выступление на чемпионате мира в Осаке, однако из-за травмы в итоге он вынужден был отказаться от участия в этих соревнованиях.
На чемпионате Латвии 2008 года в Валмиере выиграл серебряные медали в метании диска и в эстафете 4 × 100 метров. Находясь в числе лидеров латвийской национальной сборной, благополучно прошёл отбор на Олимпийские игры в Пекине — на сей раз досрочно завершил выступление в десятиборье, не показав никакого результата.
Завершил спортивную карьеру в начале 2009 года.